# Bram van der Stok
Abraham Lamertus (Bram of Bob) van der Stok MBE (Pladjoe, 13 oktober 1915 – Virginia Beach, 8 februari 1993) was een Nederlandse piloot die tijdens de Tweede Wereldoorlog eerst voor de Nederlandse Luchtvaartafdeeling en later voor de Britse Royal Air Force vocht. Hij is een van de meest onderscheiden Nederlanders aller tijden. In 1957 werd hij genaturaliseerd tot Amerikaan en veranderde hij zijn naam in Vanderstok.
Van der Stok stond bekend als “oorlogsvlieger van Oranje”, naar de naam van zijn autobiografie en verwierf verder faam vanwege zijn aandeel aan de spectaculaire ontsnapping uit het Duitse krijgsgevangenenkamp Stalag Luft III, waarop later de film The Great Escape werd gebaseerd.

## Jeugd
Van der Stok werd in Pladjoe op Sumatra in Nederlands-Indië geboren als oudste van drie zoons van Cornelis van der Stok, die aldaar als Delfts ingenieur voor de Shell Olie Maatschappij werkte, en Annie van der Stok-Snethlage. Het gezin bestond verder uit zijn broers Felix en Johan (“Hans”) die eveneens beiden in Indië werden geboren. Een vierde kind, de jongere zus Anke, werd later geboren toen de familie terug naar Nederland was verhuisd. Van der Stok sr. werd voor zijn werk met enige regelmaat overgeplaatst naar Indië, de Nederlandse Antillen en naar Nederland. In Indië woonde het gezin onder meer op Sumatra en te Balikpapan, op Borneo. Hierna vertrok Van der Stok sr. met zijn gezin per pakketboot naar Nederland en vestigde zich te Wassenaar. In 1927 werd Van der Stok sr. naar Curaçao overgeplaatst, waar hij tot directeur van de olieraffinaderij werd benoemd. Na een paar jaar werd zowel Felix als Bram vanuit Willemstad naar Nederland gestuurd, alwaar Van der Stok het Nederlandsch Lyceum in Den Haag bezocht waar hij Erik Hazelhoff Roelfzema leerde kennen.
Na aldaar de derde klas te hebben doorlopen werd hij naar een kostschool in Zwitserland gestuurd, het Lyceum Alpinum in Zuoz, waar hij in 1934 zijn eindexamen haalde, hetgeen gelijk stond aan HBS-B in Nederland. Terug in Nederland schreef hij zich in september 1934 in aan de medische faculteit van de Universiteit Leiden. Met meer interesse in sporten bij de lokale studentensportverenigingen – zo roeide hij bij Njord en speelde hij ijshockey - en vliegen, verliet hij de universiteit en besloot hij na overleg met zijn vader uiteindelijk om een pilotenopleiding te volgen op Vliegbasis Soesterberg, waar hij reserve-officier-vlieger werd. Na zijn vliegeropleiding vervolgde hij aan de Universiteit van Utrecht alsnog zijn geneeskundestudie.
Tijdens en na zijn basisopleiding kwam Van der Stok in aanraking met de verschillende modellen van de Fokker fabrieken die destijds bij de Luchtvaartafdeeling in gebruik waren. Zoals hij zelf in zijn boek beschrijft, was Van der Stok een waaghals die graag capriolen uithaalde met zijn toestellen. Het standaard jachttoestel van de LVA was op dat moment de Fokker D.XXI, een redelijk moderne jager van Nederlandse makelij, die echter nauwelijks opgewassen zou blijken te zijn tegen de veel geavanceerdere Duitse toestellen.

## De meidagen van 1940
Met de dreiging van het uitbreken van een nieuwe oorlog werd Van der Stok in maart 1939 onder de wapenen geroepen, al diende de mobilisatie uitsluitend ter handhaving van de Nederlandse neutraliteit. Van der Stok werd in Soesterberg gestationeerd en kon zo in Utrecht college blijven lopen. Deze toestand duurde echter maar enkele maanden en met de stijgende oorlogsdreiging werd de 1e JaVa (jachtvliegersafdeling) waar hij aan verbonden was naar het militair vliegveld De Kooy bij Den Helder overgeplaatst.
Op de eerste dag van de Duitse inval in Nederland, was Van der Stok met zijn afdeling reeds in de lucht toen een Duits 'Geschwader' onder leiding van Hauptmann Dieter Robitsch een aanval uitvoerde op vliegveld De Kooy. In het luchtgevecht dat volgde schoot Van der Stok met zijn Fokker D.XXI zeker één Duitse Messerschmitt Bf 109 uit de lucht, zelf schreef hij zeker te zijn er minstens twee geraakt te hebben.
In de dagen tot aan de Nederlandse capitulatie vloog Van der Stok meerdere missies, al is daarbij niet zeker of hij tot andere luchtoverwinningen gekomen is.

## De vlucht naar Engeland
Na de Nederlandse capitulatie vervolgde Van der Stok zijn medicijnenstudie, maar al snel probeerde hij naar Engeland te vluchten om daar verder te vechten tegen de Duitsers. Hij deed in totaal drie onsuccesvolle pogingen om over zee naar Engeland te komen. Bij een vierde poging, op 2 juni 1941, wist hij met behulp van enkele vrienden aan boord van het onder de Panamese vlag varende vrachtschip St-Cergue te komen, dat afgemeerd lag aan Pier 2 in de Noorderhaven van Rotterdam. Eenmaal aan boord verborg hij zich onder de vloer van het ketelhuis.
Een aantal dagen later werd het schip aangehouden door de Britse kruiser HMS Devonshire, waarna Van der Stok samen met Erik Hazelhoff Roelfzema en drie andere Nederlanders, Peter Tazelaar, Toon Buitendijk en Gerard Volkersz, enkele dagen later voet aan wal zette in Tórshavn. Vandaar reisden ze door naar Schotland. Daar werd Van der Stok bij de Britse Inlichtingendienst ondervraagd, waarna hij zich moest melden bij de Nederlandse militaire autoriteiten in Londen.
Van der Stok meldde zich vervolgens op het Air Ministry te Londen, werd als Pilot Officer (tweede luitenant) bij de Royal Air Force (RAF) aangesteld, en kreeg de orders om zich bij het 91e Squadron te melden, dat gelegerd was op het vliegveld Tangmere in West Sussex. Daar volgde Van der Stok een conversiecursus om hem vertrouwd te maken met de Supermarine Spitfire. Na deze conversiecursus volgde in december 1941 een overplaatsing naar het No. 41 Squadron op Westhampnett, dat niet alleen een defensieve taak had, maar ook verkenningsvluchten en “sweeps” boven Het Kanaal en Frankrijk maakte.

## De krijgsgevangenschap
In dienst van het No. 41 Squadron haalde Van der Stok een Luftwaffe Bf 109 neer. Op 12 april 1942 werd hij echter zelf met zijn toestel tijdens een gevecht met Duitse Focke Wulf FW 190's neergeschoten boven Sint-Omaars en gevangengenomen. Naar eigen zeggen schoot Van der Stok tijdens dit luchtgevecht met zekerheid een FW 190 neer en zouden de Duitsers die hem gevangennamen, hem verteld hebben dat hij “twee van de hunnen had neergehaald”. Bewijs hiervoor ontbreekt echter. Na zijn arrestatie werd hij overgebracht naar het recent gebouwde krijgsgevangenenkamp Stalag Luft III in oostelijk Duitsland, waar al aan plannen voor een ontsnapping gewerkt werd.

## De ontsnapping

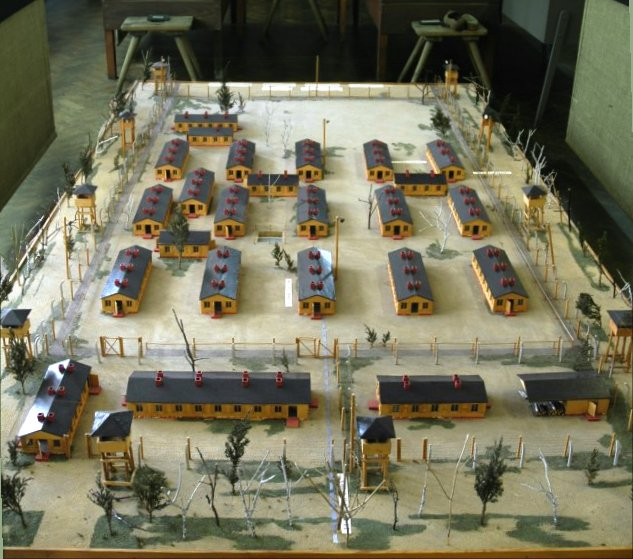
Stalag Luft III.

In Stalag Luft III was bij aankomst van Van der Stok reeds een organisatie opgezet die zich bezighield met het voorbereiden van een ontsnapping. Ingedeeld in groepen hielden de gevangenen zich bezig met het verzamelen van nuttige materialen, het vervalsen van documenten en het graven van een ontsnappingstunnel, die overigens meerdere malen werd ontdekt en vernietigd, zodat een nieuwe tunnel gegraven moest worden. Het was de bedoeling dat zo’n 220 gevangenen volgens een strak schema ’s nachts door een tunnel zouden ontsnappen.
In de nacht van 24 maart 1944 vond de ontsnapping plaats: 77 gevangenen wisten door de tunnel te kruipen en zo te ontsnappen voordat de tunnel werd ontdekt. De andere 171 gevangenen werden gesnapt. De Gestapo opende een klopjacht op de ontsnapte gevangenen. Twee ontsnapten werden tijdens de vlucht al direct opgepakt, eenentwintig ontsnapten werden binnen een paar uur gevonden en teruggebracht naar Stalag Luft III en de overige vijftig ontsnapte officieren werden overgedragen aan de Gestapo. Op persoonlijk bevel van Hitler werden vijftig officieren, geheel tegen de Geneefse Conventies in, geëxecuteerd om als voorbeeld te dienen. De overige 23 werden door de Gestapo in bewaring gesteld en uiteindelijk naar andere kampen gestuurd. Zeventien van hen keerde terug naar Stalag Luft III, vier werden naar Sachsenhausen gestuurd, en twee naar het Kasteel van Colditz.
Van alle officieren die uit Stalag Luft III wisten te ontkomen, bereikten er uiteindelijk slechts drie neutraal terrein: Bram van der Stok, Per Bergsland en Jens Müller. De Noren Bergsland en Müller roeiden uit Denemarken naar het neutrale Zweden. Om aan controles te ontkomen, deed Van der Stok het tegenovergestelde van wat hij dacht dat de Duitsers zouden verwachten. In plaats van naar het westen te gaan nam hij de eerste de beste trein in oostelijke richting, dieper Duitsland in.
Van der Stok reisde via omwegen naar Utrecht, alwaar hij via oude studievrienden op de pilotenlijn naar Spanje werd gezet. Na een gevangenschap van twintig maanden en een lange zwerftocht van vele weken langs Leipzig, Apeldoorn, Utrecht, Maastricht, Brussel, Parijs, Dijon en Toulouse kwam hij uiteindelijk in Madrid aan. Na aanvankelijke internering kreeg Van der Stok de benodigde papieren om naar Gibraltar door te reizen, vanwaar hij met een DC-3 terug naar Engeland werd gestuurd.
De gebeurtenissen rondom de ontsnapping uit Stalag Luft III zouden later, op geromantiseerde wijze, worden verfilmd in de Hollywood-klassieker The Great Escape.

## Escape & Evasion Report F/Lt. Bram van der Stok, RAF Archieven
In het Escape & Evasion Report van flight lieutenant Bram van der Stok, d.d. interview 11-12 juli 1944, valt onmiskenbaar te lezen dat Bram van der Stok 12 april 1942 gevangengenomen is door de Duitsers bij het plaatsje St. Omer (Sint-Omaars, Noord-Frankrijk), en dat hij, aan het einde van zijn ontsnappingsroute door Europa, op 10 juli 1944 vanaf Gibraltar vertrok naar Engeland, alwaar hij op 11 juli 1944 landt op Whitchurch Airport (Bristol). Dit Report is een belangrijk bewijsstuk dat de data vermeld in zijn boek Oorlogsvlieger van Oranje onjuist blijken te zijn. Het boek heeft willen suggereren dat Van der Stok voor D-Day terug was op Engelse bodem en dat hij als piloot betrokken was bij D-Day. Dit blijkt nu aantoonbaar onjuist te zijn. Ruim na 11 juli 1944 is Van der Stok pas weer gaan vliegen. Tijdens de laatste paar maanden van de oorlog was Van der Stok de squadroncommandant van het binnen de RAF opererende Nederlandse 322 Squadron.
Nadat het grootste gedeelte van Nederland was bevrijd, had Van der Stok eindelijk de gelegenheid om zijn familie te bezoeken. Zijn twee broers waren tijdens de oorlog in het verzet actief geweest maar waren daarbij opgepakt en in de concentratiekampen van Mauthausen en Neuengamme om het leven gekomen. Ook de vader van Van der Stok was door de bezetter opgepakt in verband met Van der Stok's ontsnapping uit Stalag Luft III en daarbij gemarteld waardoor hij onder meer blind raakte. In de Haagse wijk Leidschenveen bevindt zich een “Van der Stoklaan” die naar de broers vernoemd is.

## Na de oorlog
Na de oorlog nam Van der Stok afscheid van de Nederlandse luchtmacht om terug te keren naar de universiteit. Hij legde in Utrecht in 1950 zijn artseneed af. Van der Stok trouwde in november 1945 in Londen met Lucie Walter met wie hij vlak voor zijn eerste tocht als Engelandvaarder verloofd was en ze kregen drie kinderen. Ze waren gehuwd tot 1969. In 1951 emigreerden ze naar de Verenigde Staten, waar Van der Stok zich specialiseerde in obstetrie en gynaecologie aan de Universiteit van Syracuse, New York. Daarna vertrok het gezin naar de staat New Mexico en in 1957 werd Van der Stok Amerikaans staatsburger. Binnen enkele jaren had hij een grote medische praktijk in New Mexico en in 1964 werd hij tot president van de New Mexico Medical Association gekozen.
Met pensioen ging Van der Stok, wiens achternaam ondertussen was veramerikaanst tot Vanderstok, niet. Hij werkte onder meer als scheepsarts op een groot passagiersschip genaamd SS Lurline dat op en neer voer tussen San Francisco en Honolulu. Hij kreeg tevens een aanbod om voor de NASA in Huntsville, Alabama, te werken in het ruimtevaartprogramma van de Verenigde Staten. Hier werkte hij onder meer aan projecten voor het ruimtelaboratorium - onder meer aan fysiologische bloedcirculatieproblemen in een gewichtloze omgeving.
In 1970 verhuisde hij naar Hawaï waar hij bij de Amerikaanse kustwacht werkzaam werd. Van der Stok overleed op 8 februari 1993 in Virginia Beach.
In het boek "De aal van Oranje" van Jan van Lieshout over pater Lodewijk Bleijs (in Frankrijk reisgenoot van Bob van der Stok na zijn ontsnapping uit Stalag Luft III) wordt aangetoond dat de data die van der Stok vermeldt in Oorlogsvlieger van Oranje over onder meer zijn terugkeer in Engeland op 23 mei 1944 niet kloppen. Pas half juli hebben Van der Stok en pater Lodewijk Spanje bereikt, volgens van Lieshout. In Het Wapen der Militaire Luchtvaart tijdens de Tweede Wereldoorlog in Groot-Brittannië wordt 12 juli 1944 als terugkeerdatum van Van der Stok in Engeland genoemd, terwijl hij zelf 20 mei 1944 noemt en beweert de voorbereidingen voor D-day in Engeland te hebben gezien, en op D-day paraat was bij een Engels vliegveld.

## Onderscheidingen
Als jachtvlieger bij de Nederlandse luchtstrijdkrachten in mei 1940, daarna als RAF-vlieger en tweemaal als Engelandvaarder, werd Bram van der Stok meermalen gedecoreerd door Nederlandse en buitenlandse regeringen. Hij is de enige militair die de vier tijdens de Tweede Wereldoorlog ingestelde onderscheidingen voor dapperheid en verdienste, de Bronzen Leeuw (15 juni 1946), het Bronzen Kruis (5 oktober 1944), het Vliegerkruis (21 september 1942) (met het getal "2"), en het Kruis van Verdienste (3 september 1942), droeg. België eerde Bram van der Stok met het officierskruis met Palm van de Leopoldsorde (24 maart 1947). Hij droeg ook het Belgische (24 maart 1947), Franse en Poolse (9 mei 1945) "Oorlogskruis" waar bij het Belgische kruis een palm op het lint was bevestigd en drie Britse sterren voor deelname aan de oorlog op evenzovele fronten. Kort voor zijn overlijden kreeg Bram van der Stok het Verzetsherdenkingskruis. Verder was Bram van der Stok Officier in de Orde van Oranje-Nassau. De Britse koning maakte hem (honorair) Lid van de Orde van het Britse Rijk (19 november 1947).
Hij ontving in totaal de volgende onderscheidingen:

 Officier in de Orde van Oranje-Nassau met de zwaarden

 Bronzen Leeuw 

 Bronzen Kruis

 Kruis van Verdienste 

 Vliegerkruis

 Oorlogsherinneringskruis met 2 gespen

 Verzetsherdenkingskruis

 Onderscheidingsteken voor Langdurige Dienst als officier met jaarteken XV

 Kruis voor betoonde marsvaardigheid (Vierdaagsekruis)

 Lid in de Orde van het Britse Rijk (UK) (Member of the Order of the British Empire (Military Division) )

 1939-1945 Star with 3 campaign stars (UK)

 France and Germany Star (UK)

 War Medal 1939-1945 (UK)

 Officier in de Orde van Leopold II met palm/Officier de l'Ordre de Léopold II avec palme (België)

 Oorlogskruis 1940-1945 met palm/Croix de Guerre 1940-1945 avec palme (België)

 Croix de Guerre 1939-1945 (Oorlogskruis 1939-1945) (Frankrijk)

 Krzyż Walecznych (Oorlogskruis) (Polen)

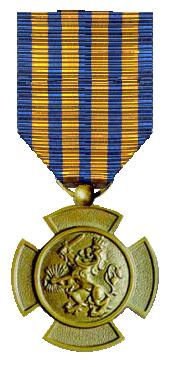
Bronzen Leeuw
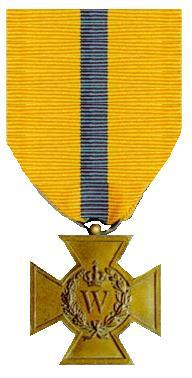
Bronzen Kruis
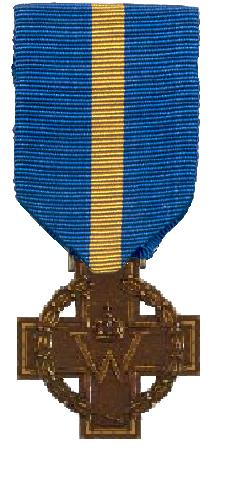
Kruis van Verdienste
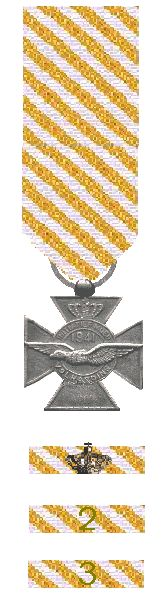
Vliegerkruis
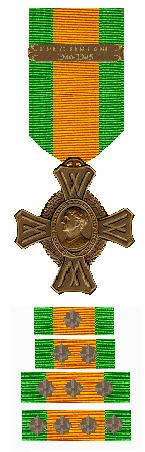
Oorlogsherinneringskruis
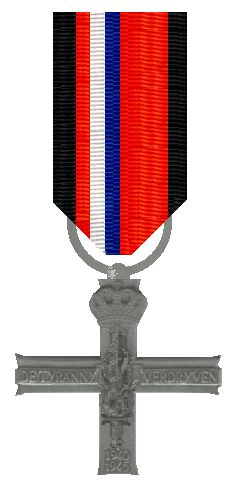
Verzetsherdenkingskruis 1980
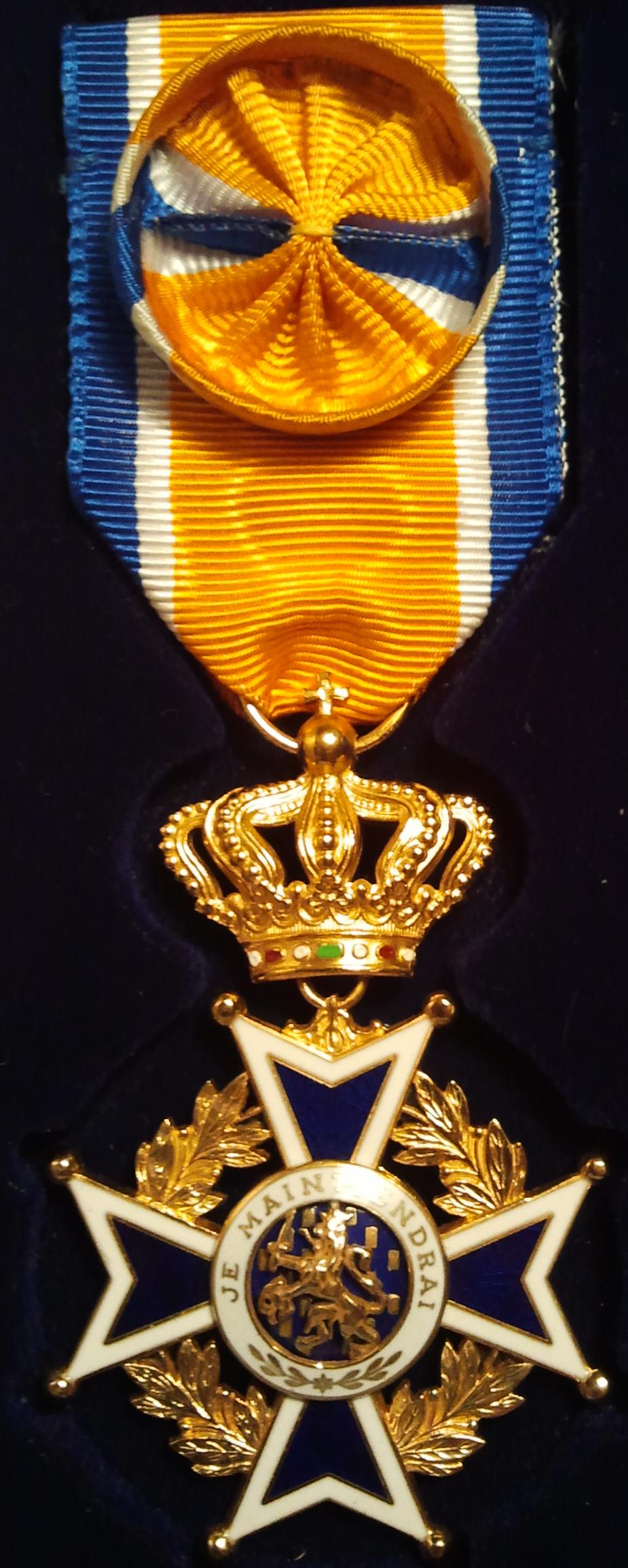
Officier in de Orde van Oranje-Nassau

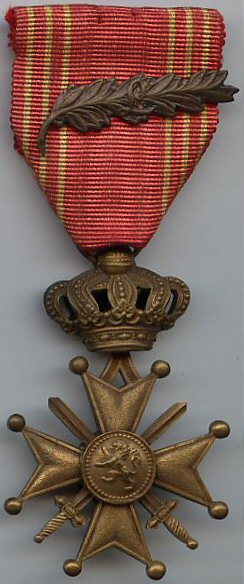
België: Oorlogskruis met Palmen
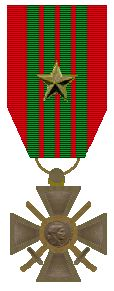
Frankrijk: Croix de Guerre 1940 1945
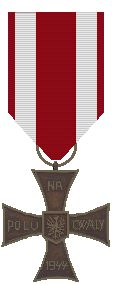
Polen: Oorlogskruis 1944

De Nederlandse luchtmacht heeft een Lockheed C-130H Hercules (G-781) naar Van der Stok vernoemd als eerbetoon.